# Shannonomyia atroapicalis
Shannonomyia atroapicalis är en tvåvingeart som beskrevs av Alexander 1934. Shannonomyia atroapicalis ingår i släktet Shannonomyia och familjen småharkrankar.
Artens utbredningsområde är Panama. Inga underarter finns listade i Catalogue of Life.